# Willem Verhoeven

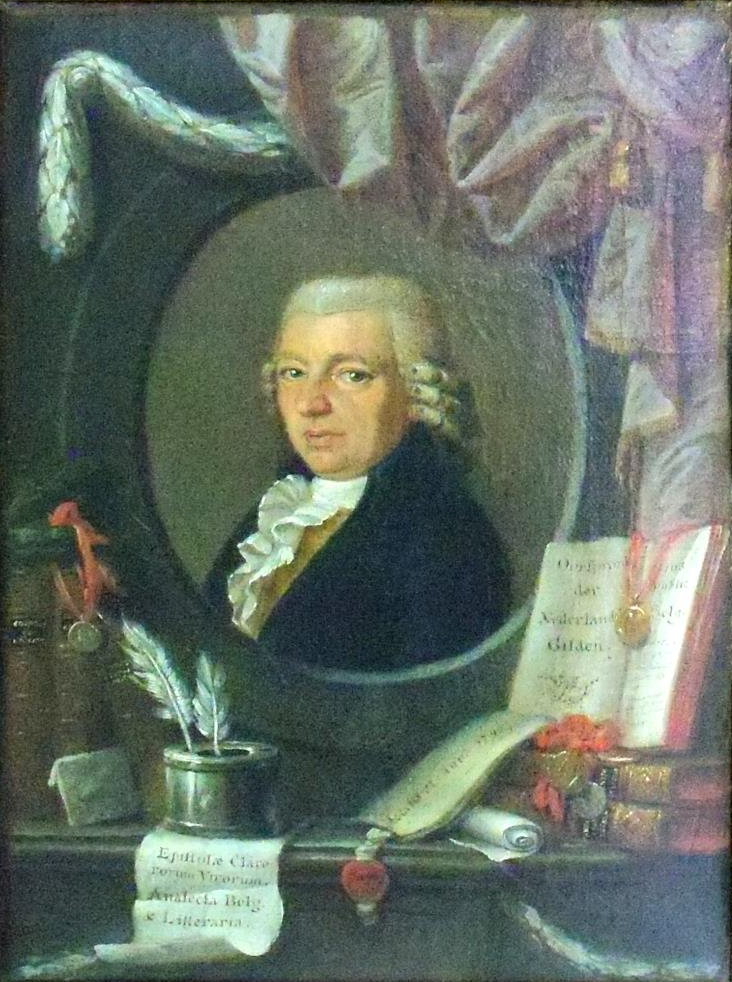
Willem Verhoeven (Hendrik Joseph Bernard Van den Nieuwenhuijsen)

Willem Frans Gommar Verhoeven (Lier, 22 juni 1738 - Mechelen, 16 mei 1809) was een Vlaams toneel- en geschiedschrijver.
Hoewel hij later in zijn leven werkzaam was als lakenkoopman in Mechelen, raakte hij reeds op jonge leeftijd betrokken bij de Lierse rederijkerskamer "De Ongeleerden". Mogelijk werkte hij in die tijd ook voor het toneel. In ieder geval werd door De Ongeleerden reeds op 21 december 1755 een eerste werk van de hand van toen pas 17 jaar oude Verhoeven opgevoerd, namelijk het treurspel De onberoerlyke liefde van den persiaenschen prince Polidorus en de heldhaftige roomsche princesse Julia. Hij schreef nog enkele andere blijspelen en treurspelen maar werd met name bekend door zijn historische werken, waarvan enkele door de Brusselse Academie werden bekroond. Verhoeven wordt gezien als een van de belangrijkste Vlaamse schrijvers uit zijn tijd.
Verhoeven schreef in 1780 een verhandeling tegen de verfransing van de Oostenrijkse Nederlanden, waarin hij ook de lage kwaliteit van het onderwijs aan de kaak stelde. Hij betreurde het verlies van kerkelijke controle over de scholen onder keizer Jozef II en steunde later Hendrik van der Noot in zijn conservatieve revolutie.
Na Verhoevens dood werd tussen zijn bezittingen nog een omvangrijk handschrift aangetroffen waarin hij Napoleon verheerlijkte. Het betrof een 22.000 verzen tellend heldendicht met de titel Belgiade ofte Mannus, in de omkeering van den Belgischen en Celtischen staet met de verandering door den eersten Cimberschen zondvloed, in deze en in andere gewesten van Europa, Heldendicht in XV boeken. Dit handschrift kwam terecht in de collectie van Karel van Hulthem en werd later als onderdeel van die collectie opgenomen in de Belgische Koninklijke Bibliotheek.

## Gepubliceerde werken (selectie)
- De onberoerlyke liefde van den persiaenschen prince Polidorus en de heldhaftige roomsche princesse Julia, treurspel
- Juvenilia ofte de schoone Helena, treurspel
- Don Diego of de bedrogen Gierigaerd, blyspel in dry bedryven
- Den Ooghst, blyspel met zang (opgevoerd op 23 februari 1772)
- Hoedanig was den staet van de handwerken en van den koophandel in de Nederlanden, ten tyde van de derthienste en veerthienste eeuwen? (Brussel 1778)
- Algemeyne inleyding tot de aloude en middentydsche Belgische historie, voor zoo veel de togten der Belgen in verre landen, en hunne woon-verplaetsingen ofte verhuyzingen betreft; mitsgaders den invloed dezer op den land-aerd en op de zeden onzer vaderen, verdeelt in verscheyde oordeelkundige verhandelingen en tydperken (Brussel 1778 en 1781)
- Oordeelkundige Verhandelingen op de noodzaekelijkheijd van het behouden der Nederduijtsche taele, en de noodige hervormingen in de scholen etc (1780)
- Aentewyzen de soorten van visschen die het gemeyn voorwerp zyn van de vangst, zoo op de kusten, als in de rivieren in Vlaenderen (Brussel 1781).
- Mémoire secret au sujet des abus dans l'administration des biens des pauvres de la ville de Malines (1782)